# Ваноути
Ваноути (яп. 輪之内町 Ваноути-тё:) — посёлок в Японии, находящийся в уезде Ампати префектуры Гифу. Площадь посёлка составляет 22,36 км², население — 9945 человек (1 июля 2014), плотность населения — 444,77 чел./км².

## Географическое положение
Посёлок расположен на острове Хонсю в префектуре Гифу региона Тюбу. С ним граничат города Огаки, Хасима, Кайдзу и посёлки Йоро, Ампати.

## Население
Население посёлка составляет 9945 человек (1 июля 2014), а плотность — 444,77 чел./км². Изменение численности населения с 1980 по 2005 годы:
| 1980 | 8111 чел. |  |
| 1985 | 8295 чел. |  |
| 1990 | 8385 чел. |  |
| 1995 | 8669 чел. |  |
| 2000 | 9141 чел. |  |
| 2005 | 9419 чел. |  |

## Символика
Деревом посёлка считается слива японская, цветком — одуванчик, птицей — полевой жаворонок.